# Live! at the Star-Club in Hamburg, Germany; 1962

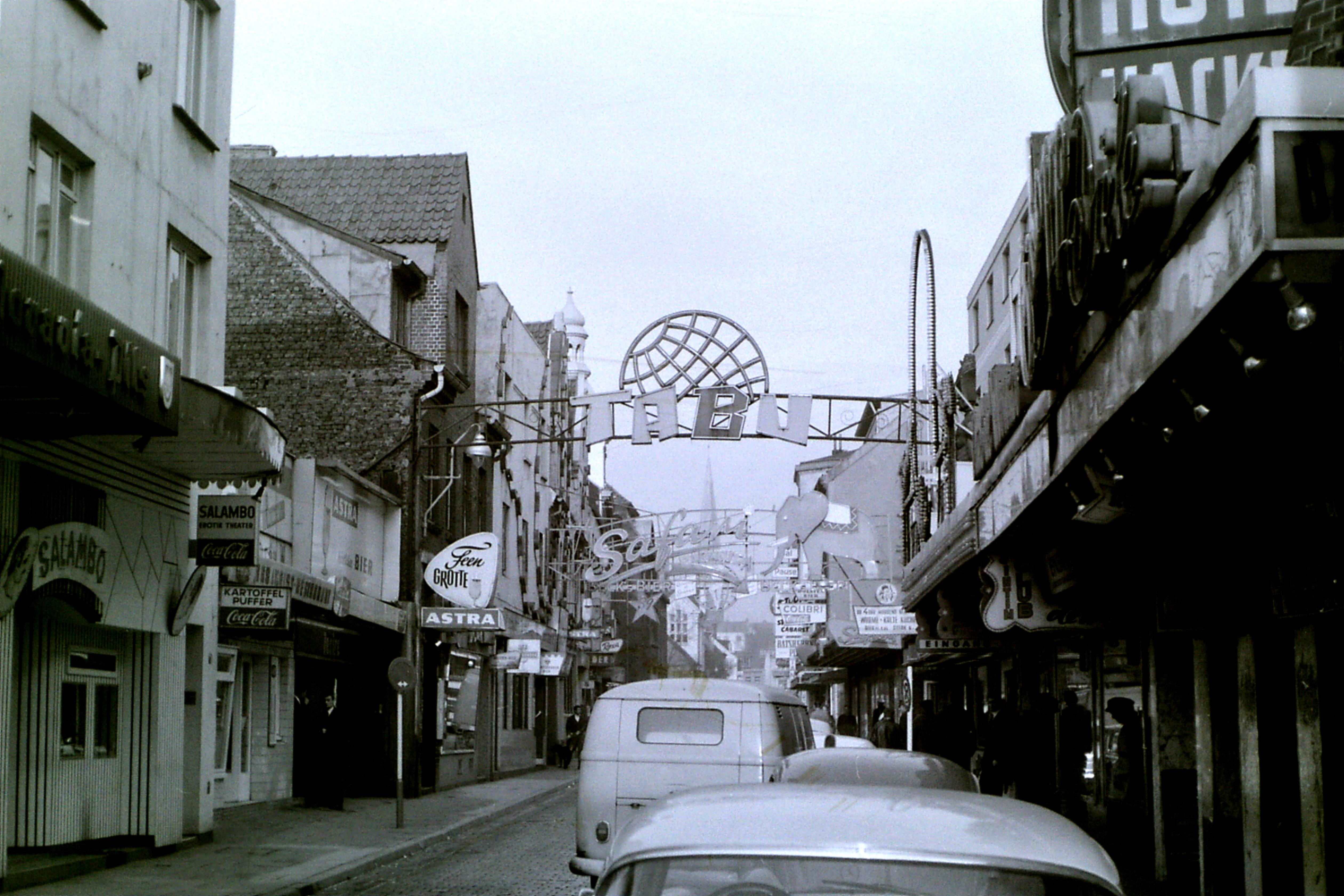
Große Freiheit, 1968

Live! at the Star-Club in Hamburg, Germany; 1962 ist ein Livealbum der britischen Gruppe The Beatles. Es wurde im Dezember 1962 im Hamburger Star-Club, Große Freiheit 39, im Stadtteil St. Pauli aufgenommen. Die Erstveröffentlichung erfolgte am 8. April 1977 in Deutschland von Bellaphon Records. Im Jahr 1998 verbot ein britisches Gericht weitere Veröffentlichungen.

## Entstehung
Vom 18. bis zum 31. Dezember 1962 gastierten die Beatles zum fünften und letzten Mal in Hamburg und traten dort 13 Nächte im Star-Club auf; am 24. Dezember 1962 hatten sie Pause. Jeder Musiker erhielt eine Wochengage von 750 Mark (kaufkraftbereinigt heute: rund 1.980 Euro). Im Gegensatz zu den vorherigen vier Engagements saß statt Pete Best nun Ringo Starr am Schlagzeug, sodass die Besetzung wie folgt war:
- John Lennon: Rhythmusgitarre, Mundharmonika, Gesang, Hintergrundgesang
- Paul McCartney: Bass, Gesang, Hintergrundgesang
- George Harrison: Leadgitarre, Gesang, Hintergrundgesang
- Ringo Starr: Schlagzeug

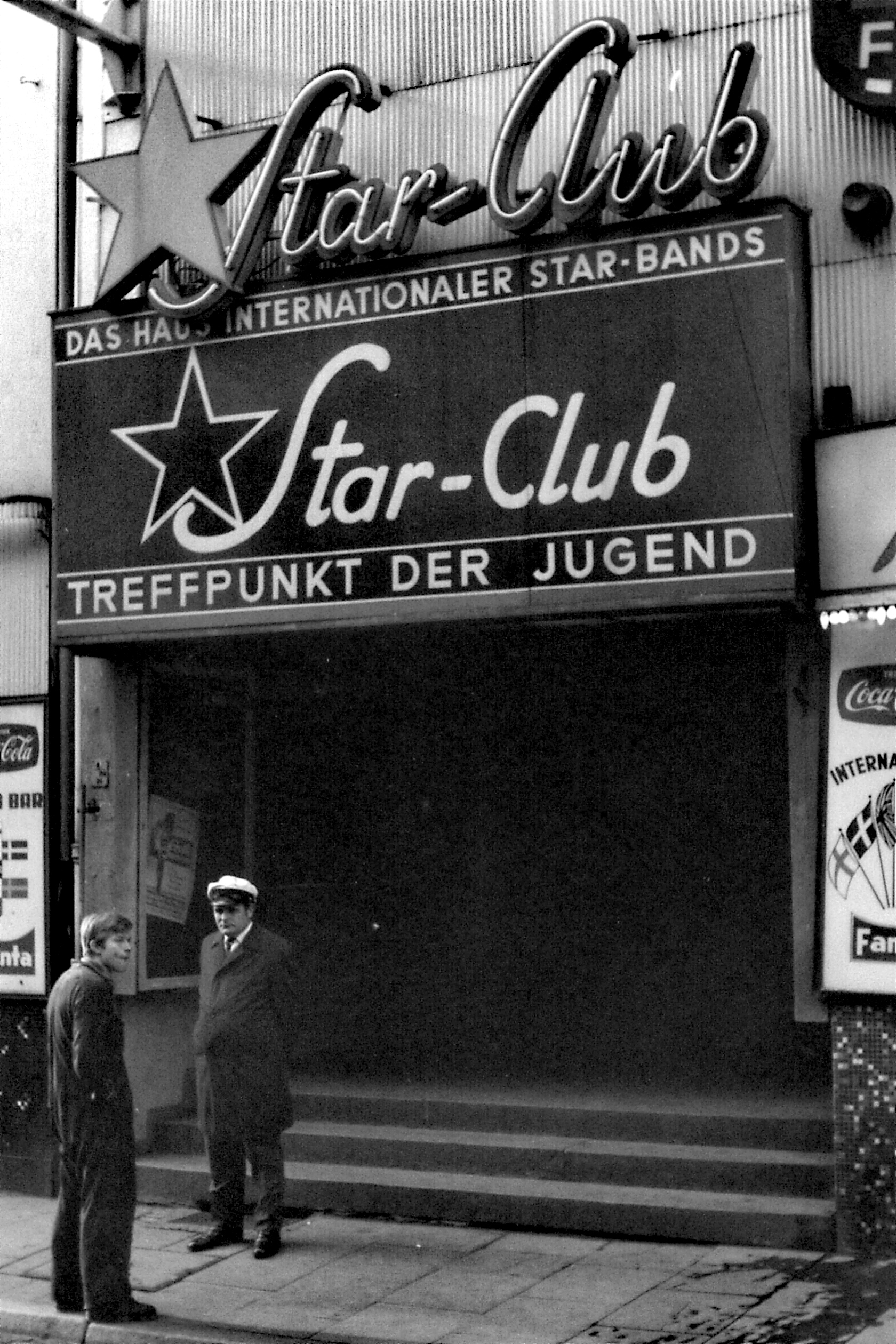
Eingang des Star-Clubs in der Großen Freiheit in Hamburg, ca. 1968

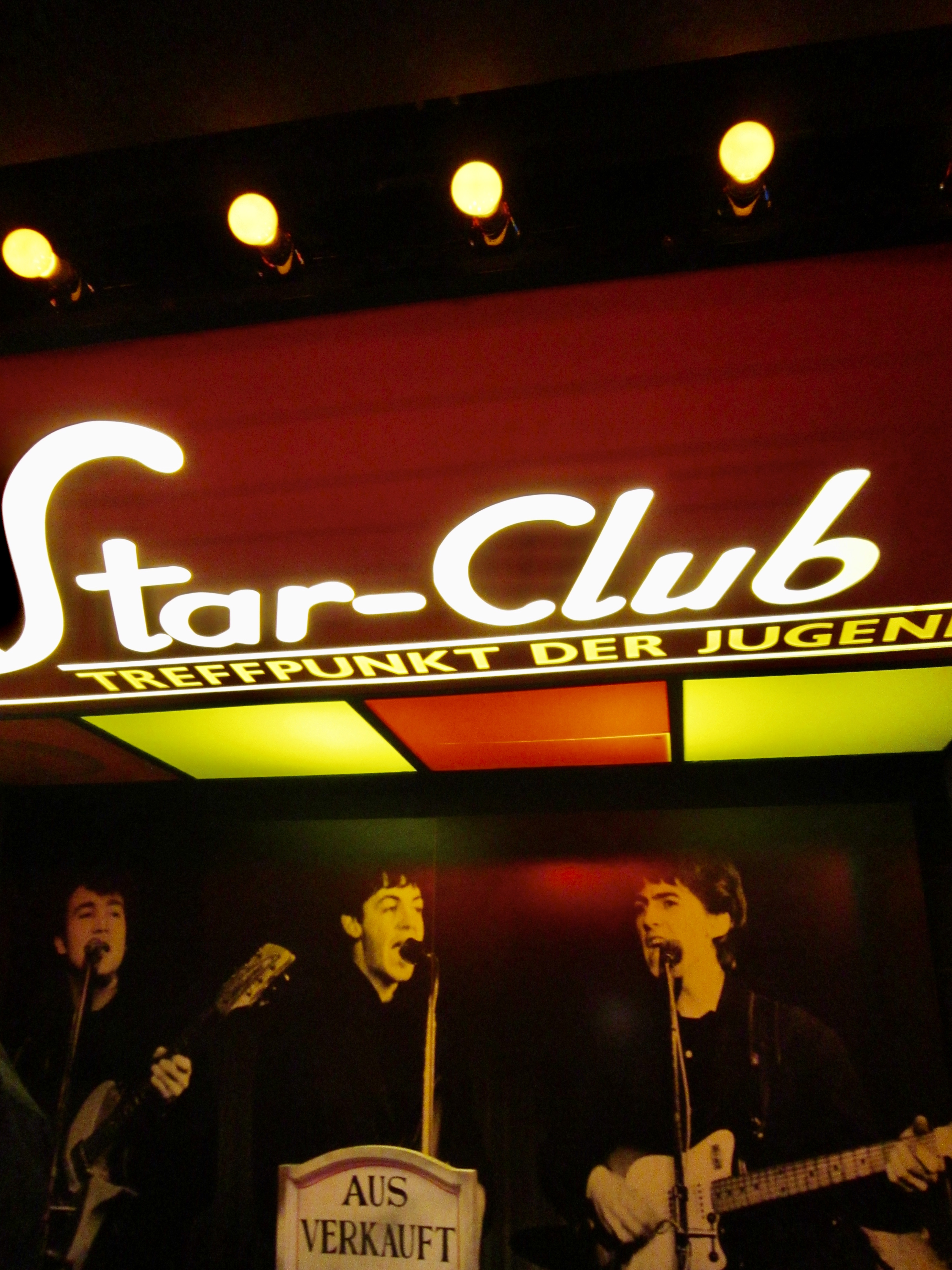
Nachbildung des Eingangsbereichs

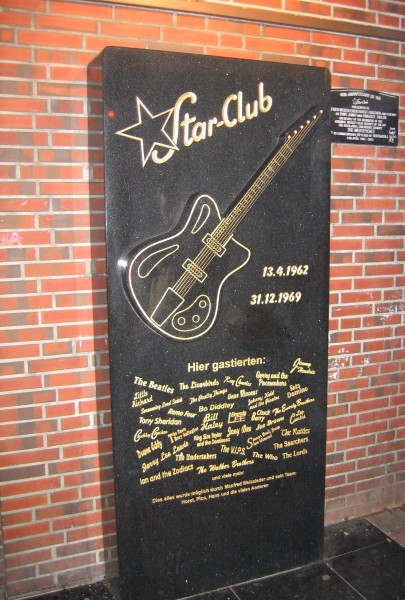
Der Star-Club-Gedenkstein im Hinterhof auf der Großen Freiheit

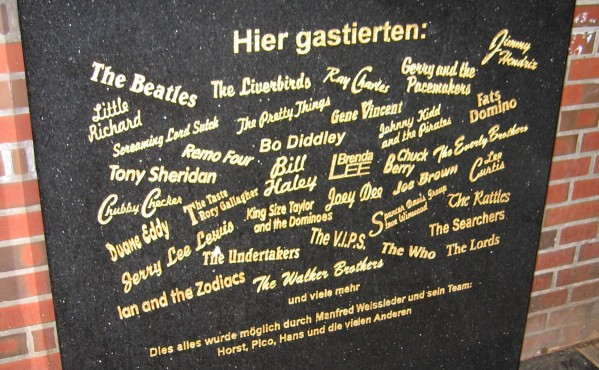
Die berühmteren Musikgruppen, die im Star-Club auftraten

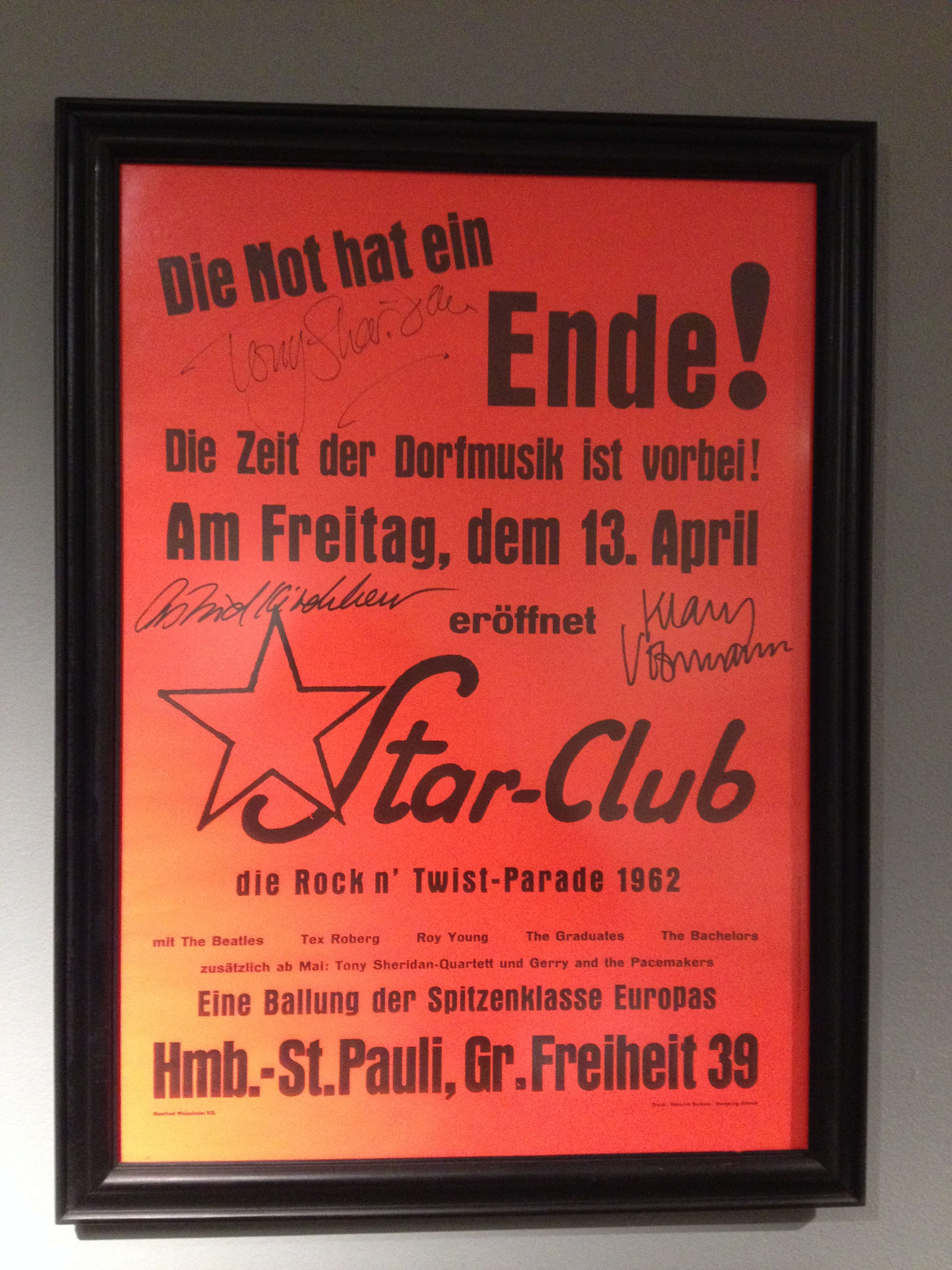
Werbetafel für den Star-Club

Adrian Barber, Bühnenmanager des Star-Clubs, nahm wahrscheinlich mit einem tragbaren Philips-Tonbandgerät (andere Quellen erwähnen Grundig) auf einem Tisch vor der Bühne, an dem ein Mikrofon angeschlossen war, mehrere Musikgruppen auf, um unter anderem das von ihm installierte Soundsystem zu überprüfen. Auftraggeber war Ted Taylor, der mit seiner Gruppe „Kingsize“ Taylor & the Dominoes im Star-Club auftrat und ebenfalls im Dezember 1962 aufgenommen wurde. Die Erlaubnis zur Aufnahme bekam Taylor von John Lennon, nachdem er den Beatles mehrere Runden Bier ausgab. Es gibt keine definitiv gesicherten Erkenntnisse darüber, wie viele Beatles-Auftritte Barber mitgeschnitten hatte, noch wann oder wie viele Lieder genau. Die Nachforschungen, die betrieben worden sind, führen aus, dass bei drei bis vier Auftritten – wahrscheinlich am 21., 25., 28. und 30. Dezember 1962 – zwischen 40 und 44 Lieder aufgenommen wurden. Auch die exakte Reihenfolge der Lieder bleibt spekulativ. Bisher wurden folgende 38 Lieder in unterschiedlicher Tonqualität veröffentlicht, davon fünf alternative Versionen; die Gesamtlänge beträgt insgesamt rund 103 Minuten inklusive Ansagen und Dialogen:
1. Introduction / I Saw Her Standing There (John Lennon, Paul McCartney) – Gesang: Paul McCartney
2. Roll Over Beethoven (Chuck Berry) – Gesang: George Harrison
3. Hippy Hippy Shake (Chan Romero) – Gesang: Paul McCartney
4. Sweet Little Sixteen (Chuck Berry) – Gesang: John Lennon
5. Lend Me Your Comb (Kay Twomey, Fred Wise, Ben Weisman) – Gesang: George Harrison
6. Your Feet’s Too Big (Ada Benson, Fred Fisher) – Gesang: Paul McCartney
7. Twist and Shout (Phil Medley, Bert Russell) – Gesang: John Lennon
8. Mr. Moonlight (Roy Lee Johnson) – Gesang: John Lennon
9. A Taste of Honey (Bobby Scott, Ric Marlow) – Gesang: Paul McCartney
10. Bésame Mucho (Consuelo Velázquez, Sunny Skylar) – Gesang: Paul McCartney
11. Reminiscing (King Curtis) – Gesang: George Harrison
12. Kansas City (Leiber/Stoller) / Hey, Hey, Hey, Hey (Richard Penniman) – Gesang: Paul McCartney
13. Nothin’ Shakin’ (But the Leaves on the Trees) (Eddie Fontaine, Cirino Colacrai, Diane Lampert, John Gluck) – Gesang: George Harrison
14. To Know Her Is to Love Her (Phil Spector) – Gesang: John Lennon
15. Little Queenie (Chuck Berry) – Gesang: Paul McCartney
16. Falling in Love Again (Can’t Help It) (Frederick Hollander, Sammy Lerner) – Gesang: Paul McCartney
17. Ask Me Why (Lennon, McCartney) – Gesang: John Lennon
18. Be-Bop-A-Lula (Gene Vincent, Bill Davis) – Gesang: Fred Fascher
19. Hallelujah I Love Her So (Ray Charles) – Gesang: Horst Fascher
20. Red Sails in the Sunset (Jimmy Kennedy, Wilhelm Grosz i. e. Hugh Williams) – Gesang: Paul McCartney
21. Everybody’s Trying to Be My Baby (Carl Perkins) – Gesang: George Harrison
22. Matchbox (Carl Perkins) – Gesang: John Lennon
23. I’m Talking About You (Chuck Berry) – Gesang: John Lennon
24. Shimmy Like Kate (Armand J. Piron, Fred Smith, Cliff Goldsmith) – Gesang: Paul McCartney
25. Long Tall Sally (Enotris Johnson, Robert Blackwell, Richard Penniman) – Gesang: Paul McCartney
26. I Remember You (Johnny Mercer, Victor Schertzinger) – Gesang: Paul McCartney
27. I’m Gonna Sit Right Down and Cry (Over You) (Joe Thomas, Howard Biggs) – Gesang: John Lennon
28. Where Have You Been All My Life? (Barry Mann, Cynthia Weil) – Gesang: John Lennon
29. Till There Was You (Meredith Willson) – Gesang: Paul McCartney
30. Sheila (Tommy Roe) – Gesang: George Harrison

Nur auf Bootlegs veröffentlichte Liveaufnahmen:
1. Road Runner (Bo Diddley) – Gesang: John Lennon
2. Money (That’s What I Want) – mit Tony Sheridan – (Berry Gordy, Janie Bradford) – Gesang: Tony Sheridan
3. Red Hot (Billy Lee Riley) – Gesang: John Lennon und George Harrison

Alternative Versionen:
1. Roll Over Beethoven (Chuck Berry) – Gesang: George Harrison
2. I’m Talking About You (Chuck Berry) – Gesang: John Lennon
3. I Saw Her Standing There (John Lennon, Paul McCartney) – Gesang: Paul McCartney
4. / 38. A Taste of Honey (Bobby Scott, Ric Marlow) (zwei weitere Versionen) – Gesang: Paul McCartney

Nachdem Adrian Barber die Tonbänder Ted Taylor übergeben hatte, bot der diese Brian Epstein, dem Manager der Beatles, zum Kauf an. Epstein war aber lediglich bereit, 20 Pfund zu zahlen, da er in den Aufnahmen keinen kommerziellen Wert sah. Ted Taylor übergab die Bänder nun dem Toningenieur John Seddon in der Hoffnung, dass diese für eine Veröffentlichung vorbereitet werden. Stattdessen wurden die Aufnahmen im Keller des Hauses, wo Seddon sein Büro in Hackins Hey (Liverpool) hatte, zurückgelassen und vergessen. Im Jahr 1972 trafen sich der erste Manager der Beatles Allan Williams und Ted Taylor auf einer Mersey-Beat Revival Show und unterhielten sich über die Star-Club-Aufnahmen. Williams und Taylor fuhren mit John Seddon zu dessen alten Bürogebäude und fanden die Tonbänder tatsächlich dort im Keller. Bedingt durch die unsachgemäße Lagerung wurden diese beim Abspielen teilweise beschädigt, sodass sie professionell überspielt werden mussten.
Williams kontaktierte laut eigener Aussage George Harrison und Ringo Starr und bot ihnen die Aufnahmen für 5000 Pfund an. Beide lehnten ab. Daraufhin verkaufte Allan Williams die Tonbandaufnahmen an Paul Murphy, den Chef von BUK Records, der die Rechte wiederum an die Double H Licensing Corp. in New York veräußerte.
Am 4. August 1973 erschien im britischen Melody Maker ein ganzseitiger Artikel von Mike Evans verfasst, der einzelne Lieder im Detail beschrieb und die Tonqualität der Aufnahmen als bemerkenswert gut bezeichnete. Daraufhin war die Existenz der Aufnahmen einem breiteren Publikum bekannt.
Double H Licensing Corp. investierte 100.000 US-Dollar, um die Bänder mit damaligen technischen Mitteln zu reinigen und sie auf ein 16-Spur-Tonbandgerät zu überspielen. Der Produzent Larry Grossberg edierte die Lieder oder fügte zwei verschiedene Versionen zusammen und platzierte die Ansagen oder Dialoge zu anderen Liedern dazu oder kürzte diese. Der Klang wurde so verändert, dass man eine künstliche Räumlichkeit und Stereoeffekte erschaffen wollte.
Die Erstveröffentlichung von 26 Liedern der Star-Club-Aufnahmen erfolgte in Deutschland im April 1977 von Bellaphon Records. Auf der Schallplattenhülle war ein Text abgedruckt, der erklärte, dass die Aufnahmen im April 1962 erfolgt seien und dass Pete Best für den einen Auftritt durch Ringo Starr ersetzt wurde. Hintergrund dieser unkorrekten Aussage war, dass die Beatles seit dem 4. Juni 1962 einen Schallplattenvertrag mit Parlophone hatten, und dass Bellaphon Records so Rechtsstreitigkeiten aus dem Weg gehen wollte. Die Beatles versuchten trotzdem die Veröffentlichung in Großbritannien gerichtlich zu verhindern, da sie „einen irreparablen kommerziellen und kreativen Schaden“ durch den Vertrieb der Aufnahmen befürchteten. John Lennon erkannte auch die falsche Datierung und schrieb an das Gericht: “The sleeve note, apart from being inaccurate, seems to have been written with a court case in mind […] This is a fucking fake!” (deutsch: „Der Begleittext ist mehr als falsch, es scheint als wurde er mit einem anstehenden Gerichtsverfahren im Hinterkopf geschrieben […] Es ist ein verdammter Betrug!“) Das Gericht entschied am 1. April 1977, dass die Veröffentlichung rechtens sei, da die Aufnahmen von historischen Wert wären und auf der Schallplattenhülle auch erklärt wird, dass es sich um alte Aufnahmen handeln würde. In den USA wurde im Juni 1977 ein Doppelalbum mit vier anderen Liedern veröffentlicht, sodass die Gesamtanzahl an legal veröffentlichten Liedern 30 betrug. Da aber John Lennon während der Aufnahmen „Christmas“ erwähnt und da die Beatles vier Lieder spielten, die erst nach Mai 1962 in den gespielten Versionen in die britischen Charts gelangten (Sheila von Tommy Roe, Twist and Shout von den Isley Brothers, Reminiscing von Buddy Holly und I Remember You von Frank Ifield) war es offensichtlich, dass die Aufnahmen nicht vom April 1962 stammen konnten. Zwei der Lieder Be-Bop-A-Lula (Gesang: Fred Fascher, Ordner im Star-Club) und Hallelujah I Love Her So (Gesang: Horst Fascher, Manager des Star-Clubs) wurden nicht von einem der Beatles gesungen.
Die Tonqualität der Aufnahmen war aber nicht, wie im Melody-Maker-Artikel erwähnt, „bemerkenswert gut“, sondern trotz technischer Überarbeitung für eine breitere potentielle Käuferschicht nicht zufriedenstellend, und somit eher ausschließlich für Beatles-Fans geeignet. Der Sound der Langspielplatte klang nach wie vor wie eine Publikumsaufnahme, die auf Bootlegs erhältlich waren. Auch war die Tonqualität der Lieder nicht auf gleichbleibendem Niveau.
In den Folgejahren wurden die Star Club-Aufnahmen weltweit von diversen Tonträgergesellschaften vermarktet. Im Jahr 1998 strebten die drei noch lebenden Beatles in einem Gerichtsverfahren erneut die generelle Unterbindung weiterer Wiederveröffentlichungen der Star-Club Aufnahmen an. Am 6. Mai 1998 begab sich George Harrison als Zeuge vor Gericht, dem High Court of Justice in London, und erklärte, dass John Lennon Ted Taylor für ein paar Drinks die Aufnahmen verkaufte und fügte hinzu: „One drunken person recording another bunch of drunks does not constitute business deals.“ (deutsch: „Wenn eine betrunkene Person einen Haufen anderer Betrunkene aufnimmt, begründet das keine Geschäftsverträge.“) Weiterhin führte er aus, dass Ted Taylor dadurch noch nicht das Recht erworben hätte diese Aufnahmen zu veröffentlichen. Das Gericht folgte seinen Ausführungen und verbot weitere Veröffentlichungen.

## Veröffentlichungen

### Deutsche/britische Version
Am 8. April 1977 wurde in Deutschland ein Doppelalbum mit dem Titel The Beatles Live! at the Star Club in Hamburg, Germany, 1962 mit 26 Liedern veröffentlicht. Am 25. Mai 1977 folgte die Veröffentlichung in Großbritannien. Im September 1981 wurde von Audiofidelity Enterprises Ltd (Katalognummer: AFELD 1018) in Großbritannien ein Doppelalbum mit 30 Liedern veröffentlicht.

### Titelliste
Seite 1
| Nr. | Lied                                    | Autor                              | Leadgesang      | Länge       |
| --- | --------------------------------------- | ---------------------------------- | --------------- | ----------- |
| 01  | Introduction / I Saw Her Standing There | Lennon/McCartney                   | Paul McCartney  | 0:34 / 2:22 |
| 02  | Roll Over Beethoven                     | Chuck Berry                        | George Harrison | 2:15        |
| 03  | Hippy Hippy Shake                       | Chan Romero                        | Paul McCartney  | 1:42        |
| 04  | Sweet Little Sixteen                    | Chuck Berry                        | John Lennon     | 2:45        |
| 05  | Lend Me Your Comb                       | Kay Twomey, Fred Wise, Ben Weisman | George Harrison | 1:44        |
| 06  | Your Feet’s Too Big                     | Ada Benson, Fred Fisher            | Paul McCartney  | 3:14        |

Seite 2
| Nr. | Lied                             | Autor                                      | Leadgesang      | Länge |
| --- | -------------------------------- | ------------------------------------------ | --------------- | ----- |
| 07  | Twist and Shout                  | Phil Medley, Bert Russell                  | John Lennon     | 2:03  |
| 08  | Mr. Moonlight                    | Roy Lee Johnson                            | John Lennon     | 2:06  |
| 09  | A Taste of Honey                 | Bobby Scott, Ric Marlow                    | Paul McCartney  | 1:45  |
| 10  | Bésame mucho                     | Consuelo Velázquez, Sunny Skylar           | Paul McCartney  | 2:36  |
| 11  | Reminiscing                      | King Curtis                                | George Harrison | 1:41  |
| 12  | Kansas City / Hey, Hey, Hey, Hey | Jerry Leiber, Mike Stoller, Little Richard | Paul McCartney  | 2:09  |

Seite 3
| Nr. | Lied                                          | Autor                                                      | Leadgesang      | Länge |
| --- | --------------------------------------------- | ---------------------------------------------------------- | --------------- | ----- |
| 13  | Nothin’ Shakin’ (But the Leaves on the Trees) | Eddie Fontaine, Cirino Colacrai, Diane Lampert, John Gluck | George Harrison | 1:15  |
| 14  | To Know Her Is to Love Her                    | Phil Spector                                               | John Lennon     | 3:02  |
| 15  | Little Queenie                                | Chuck Berry                                                | Paul McCartney  | 3:51  |
| 16  | Falling in Love Again (Can’t Help It)         | Frederick Hollander, Sammy Lerner                          | Paul McCartney  | 1:57  |
| 17  | Ask Me Why                                    | John Lennon / Paul McCartney                               | John Lennon     | 2:26  |
| 18  | Be-Bop-A-Lula                                 | Gene Vincent, Bill Davis                                   | Fred Fascher    | 2:29  |
| 19  | Hallelujah I Love Her So                      | Ray Charles                                                | Horst Fascher   | 2:10  |

Seite 4
| Nr. | Lied                             | Autor                                             | Leadgesang      | Länge |
| --- | -------------------------------- | ------------------------------------------------- | --------------- | ----- |
| 20  | Red Sails in the Sunset          | Jimmy Kennedy, Hugh Williams                      | Paul McCartney  | 2:00  |
| 21  | Everybody’s Trying to Be My Baby | Carl Perkins                                      | George Harrison | 2:25  |
| 22  | Matchbox                         | Carl Perkins                                      | John Lennon     | 2:35  |
| 23  | I’m Talking About You            | Chuck Berry                                       | John Lennon     | 1:48  |
| 24  | Shimmy Like Kate                 | Armand Piron, Fred Smith, Cliff Goldsmith         | Paul McCartney  | 2:17  |
| 25  | Long Tall Sally                  | Enotris Johnson, Robert Blackwell, Little Richard | Paul McCartney  | 1:45  |
| 26  | I Remember You                   | Johnny Mercer, Victor Schertzinger                | Paul McCartney  | 1:54  |

### US-amerikanische Version
In den USA erschien das Album am 13. Juni 1977. Die US-amerikanische Version beinhaltete nicht die Lieder I Saw Her Standing There, Twist and Shout, Reminiscing, und Ask Me Why, und ersetzte diese durch folgende vier Lieder:
1. Introduction/I’m Gonna Sit Right Down and Cry (Over You) (Joe Thomas, Howard Biggs) – 3:04
2. Where Have You Been (All My Life) (Barry Mann, Cynthia Weil) – 1:55
3. Till There Was You (Meredith Willson) – 1:59
4. Sheila (Tommy Roe) – 1:56

### Bootlegs
- Im Jahr 1985 erschien das Bootleg The Beatles vs. the Third Reich, das erstmals die Star Club–Aufnahmen uneditiert beinhaltete.
- Im Jahr 2008 wurde eine Doppel-CD veröffentlicht, die 38 Lieder enthält und sich somit als die umfangreichste Veröffentlichung darstellt. Laut Eigenbeschreibung stammen die Aufnahmen von einem Primäraufnahmeband und wurden bisher nicht bearbeitet oder editiert. Weiterhin wird angeführt, dass 2/3 der Reihenfolge der Lieder bekannt sei und so auch auf die CDs gepresst wurden.[3]
- Im Jahr 2014 wurden 34 Star Club-Aufnahmen in einer hörbar verbesserten Soundqualität veröffentlicht, erstmals enthält die Doppel-CD eine vollständige Version von Red Hot.[4]
- Im Folgejahr, 2015, wurden auf fünf CDs alle bekannten Versionen der Aufnahmen der Beatles als auch der anderen aufgenommenen Künstlern Kingsize Taylor and the Dominos, The Rebel Rousers und Tony Sheridan veröffentlicht.[5]

## Chartplatzierungen
| ChartsChartplatzierungen       | Höchstplatzierung | Wochen/ Monate |
| ------------------------------ | ----------------- | -------------- |
| Deutschland (GfK)              | 21 (2 Mt.)        | 2 Mt.          |
| Österreich (Ö3)                | 12 (2 Mt.)        | 2 Mt.          |
| Vereinigte Staaten (Billboard) | 111 (7 Wo.)       | 7 Wo.          |

## Auskopplungen
Singles

| Jahr | Titel A-Seite / B-Seite                 | Höchstplatzierung, Gesamtwochen, AuszeichnungChartplatzierungen (Jahr, Titel, A-Seite / B-Seite, Platzierungen, Wochen, Auszeichnungen, Anmerkungen, Musiklabel Katalog-Nr.) | Höchstplatzierung, Gesamtwochen, AuszeichnungChartplatzierungen (Jahr, Titel, A-Seite / B-Seite, Platzierungen, Wochen, Auszeichnungen, Anmerkungen, Musiklabel Katalog-Nr.) | Anmerkungen                         | Musiklabel Katalog-Nr. |
| Jahr | Titel A-Seite / B-Seite                 | UK | US | Anmerkungen                         | Musiklabel Katalog-Nr. |
| ---- | --------------------------------------- | --- | --- | ----------------------------------- | ---------------------- |
| 1977 | Twist and Shout / Falling in Love Again | UK— n.v.UK | US— n.v.US | Erstveröffentlichung: 24. Juni 1977 | • UK: Lingasong NB1    |

## Weitere Informationen
Elf Lieder der Star-Club-Aufnahmen wurden im Studio von den Beatles eingespielt und auf den folgenden drei Alben sowie einer EP bis 1964 veröffentlicht:
- Please Please Me (Album): I Saw Her Standing There, Twist and Shout, A Taste of Honey, Ask Me Why
- With the Beatles (Album): Roll Over Beethoven, Till There Was You
- Beatles for Sale (Album): Mr. Moonlight, Kansas City / Hey, Hey, Hey, Hey, Everybody’s Trying to Be My Baby
- Long Tall Sally (EP): Matchbox, Long Tall Sally